# FK Zlatibor Voda Horgoš
FK Zlatibor Voda Horgoš (serb.: Фудбалски Kлуб Злaтибop Boдa Хоргош) – serbski klub piłkarski z siedzibą w Horgoš, w gminie Kanjiža (w okręgu północnobanackim, w Wojwodinie), działający w latach 2005–2008.

## Historia
Klub został założony w 2005. W 2008 połączył się z FK Spartak Subotica tworząc FK Spartak Zlatibor Voda.

## Stadion
Klub rozgrywał swoje mecze domowe na stadionie Stadion Gradski w Suboticy, który mógł pomieścić 13 tys. widzów.

## Sezony
| Sezon               | Liga                                  | Poziom | Miejsce |
| Serbia i Czarnogóra |                                       |        |         |
| 2005/06             | Zonska liga (Vojvodinska liga Sjever) | IV     | 1       |
| Serbia              |                                       |        |         |
| 2006/07             | Srpska liga (Grupa Vojvodina)         | III    | 5       |
| 2007/08             | Srpska liga (Grupa Vojvodina)         | III    | 1 *     |

 * od sezonu 2008/09 klub rozpoczął występy w rozgrywkach Prvej ligi Srbije jako FK Spartak Zlatibor Voda.

## Sukcesy
- 2006 – mistrzostwo Zonskiej ligi – Grupa Vojvodinska liga Sjever (IV liga) (awans do Srpskiej ligi).
- 2008 – mistrzostwo Srpskiej ligi – Grupa Vojvodina (III liga)  (awans do Prvej ligi Srbije).